# イドメネオ
『イドメネオ』（Idomeneo）K.366は、ヴォルフガング・アマデウス・モーツァルトが1781年に作曲したイタリア語のオペラ・セリアである。

## 概要
本作の正式なタイトルは、Idomeneo, re di Creta ossia Ilia e Idamante（クレタの王イドメネオ、またはイリアとイダマンテ）という。トロイア戦争後のクレタ島を舞台とした3幕のオペラである。台本はジャンバッティスタ・ヴァレスコによる。
1780年、ザルツブルクにいたモーツァルトは、ミュンヘンのバイエルン選帝侯カール・テオドールの宮廷から謝肉祭で上演するオペラの依頼を受けた。モーツァルトは11月にミュンヘンに赴き、歌手に稽古をつけながら作曲を進めた。翌年1月29日にミュンヘンのレジデンツ劇場で初演された。
24歳で書かれたこのオペラは、モーツァルトの最初の充実したオペラ・セリアとなり、熟達した管弦楽の音色、管弦楽伴奏付きのレチタティーヴォ、メロディラインを示している。しかし、ある面（合唱など）では実験的な劇に止まっており、筋を発展させるよりも、場面をつなぎ合わせたものとなっている。
台本の元になったのは、フランス人のアントワーヌ・ダンシェ作で、アンドレ・カンプラが1712年に作曲した5幕の作品。台本を書いたヴァレスコはザルツブルクのイタリア人司祭で、ダンシェの台本を短縮して編作した。ヴァレスコはいわば素人であり、モーツァルトは作曲中に何度も台本の変更を要求し、自らも修正した。結果として、モーツァルト自身が台本作成に深く関与した最初のオペラとなった。
1月の『イドメネオ』上演後もモーツァルトはザルツブルクに帰らずミュンヘンに長居し、3月に大司教コロレドの命でウィーンに赴いた。5月には大司教と決裂し、そのままウィーンに定住することになる。モーツァルトはこのオペラに自信を持ちウィーンでも上演しようとしたが、1786年にアウエルスペルク伯爵邸で演奏会形式で私的に上演されただけであった。ミュンヘンでの準備中に改訂が重ねられ、ウィーンでの上演でも改訂されたことから、このオペラにはさまざまな稿がある。

## 登場人物
- クレタの王イドメネオ：テノール
- 王子イダマンテ：ソプラノ・カストラート、ウィーン稿ではテノール、現在ではメゾソプラノによっても歌われる
- イリア（トロイア王プリアモスの娘）：ソプラノ
- エレットラ（アルゴス王アガメムノンの娘）：ソプラノ
- アルバーチェ（王の腹心）：テノール
- 大司祭：テノール
- 神託の声：バス
- 合唱

## 楽器編成
ピッコロ、フルート2、オーボエ2、クラリネット2、ファゴット2、ホルン4、トランペット2、トロンボーン3、ティンパニ、ヴァイオリン2部、ヴィオラ、バス（チェロ、コントラバス）、通奏低音（チェンバロとチェロ）
ピッコロとトロンボーンの有無およびホルンの数は稿によって異なる。

## 演奏時間
普通カットされる原典版による最後の長大なバレエを含めると約3時間20分（各60分、45分、95分）。
バレエ無しでは約3時間。

## あらすじ

### 第1幕
舞台はクレタ島。トロイアの王女イリアはクレタに囚われていたが、イドメネオの息子イダマンテを愛していた。しかし、彼女はイダマンテに愛を告げるのをためらう。イダマンテはトロイアの捕虜を解放し、愛を拒絶したイリアに、父親同士が敵なのは自分のせいではないと語る。トロイア人とクレタ人はともに平和が訪れたことを喜ぶが、エレットラはイリアに嫉妬し、捕虜への慈悲を非難する。そこに、王の腹心アルバーチェが、王が帰還中に嵐に会って行方不明になったと伝える。エレットラは、トロイア人のイリアがクレタの女王になるのではないかと恐れ、怒り狂う。
船が難破したあと、海岸でイドメネオは海神ネプチューンへの誓いを思い出す。生き残ることができたら、海岸で最初に会った者を生け贄に捧げると。イダマンテが近づくが、遠くからだったのでイドメネオは誰だか分からなかった。若者が自分の息子だと気付くと、イドメネオはイダマンテに二度と自分に近づくなと命じる。父親から拒絶されて悲嘆にくれたイダマンテは走り去る。船から降りたクレタ人の部下たちは、妻と再会し、ネプチューンに感謝する。

### 第2幕
王宮でイドメネオから相談を受けたアルバーチェは、イダマンテを追放すれば別の生け贄を供することができるだろうと提案する。イドメネオは、エレットラを伴ってアルゴスに行くようイダマンテに命じる。イリアはイドメネオの優しい言葉に感動し、自分はすべてを失ったのだから、イドメネオを父としクレタを自分の国とすると述べる。イドメネオはイダマンテの追放が自分だけでなくイリアの幸せも失わせると気付く。エレットラはイダマンテとアルゴスに行くことを喜ぶ。
イドメネオはシドンの港でイダマンテに別れを告げ、アルゴスで統治の術を学ぶよう促す。しかし、船が出港する前に突然嵐が発生し、怪物が出現する。怪物がネプチューンの使者だと気付いたイドメネオは、神への誓いを破った償いとして、自分自身を捧げると述べる。

### 第3幕
王宮の庭で、イリアはそよ風が愛をイダマンテに届けるように願う。イダマンテが現れ、あの怪物と戦いに行かねばならぬと伝える。愛を拒絶される苦しみは死ぬほど辛いと言われ、イリアはついに愛を告白する。イダマンテがイドメネオになぜ自分を遠ざけるのかと尋ねると、イドメネオは立ち去れと答えるのみであった。イリアはエレットラに慰めを求めるが、エレットラは復讐心をつのらせる。アルバーチェが現れ、海神を祭る大司祭に率いられて民衆がイドメネオを求めて騒いでいると伝える。大司祭はネプチューンが送った怪物が破壊を起こしていると伝え、神が求めている生け贄は誰なのかを明かすよう促す。イドメネオは自分の息子が生け贄であると告白し、民衆は恐怖に震える。
寺院の外でイドメネオと大司祭は、神が鎮まるように司祭たちと祈る。そこにアルバーチェがイダマンテが怪物を倒したと伝える。イドメネオがネプチューンのさらなる復讐を恐れると、イダマンテが生け贄の服をまとって現れ、父の苦しみを理解し死ぬ覚悟ができていると語る。苦しみに満ちた惜別のあと、イドメネオは息子を殺そうとする。そこにイリアが乱入し、自分の命を代わりに捧げてくれと頼む。神の声が響き渡る。「愛の神が勝った。イドメネオは退位し、イダマンテが王となりイリアをめとれ」と。全員が安堵するが、エレットラは怒り自分の死を願う。イドメネオはイダマンテとイリアを新しい王とする。民衆は愛と結婚の神をたたえ、二人を祝福し平和を喜ぶ。

## 『イドメネオ』関連の曲
- 行進曲K.206、行進曲K.362
『イドメネオ』の第8曲および第14曲に誤ってケッヘル番号が振られたもの。
- 『イドメネオ』へのバレエ音楽K.367
オペラの途中及び結末に上演するバレエのために作曲された。シャコンヌ、パ・スール、パスピエ、ガヴォット、パッサカリアの5曲からなる。現在ではオーケストラのコンサート用の楽曲として演奏されることもある。
- 二重唱『私には言葉では言えません』（Spiegarti non poss'io）K.489
1786年にウィーンでの上演のために、第20曲を差替えたもの。
- シェーナとロンド『もういいの、すべてを聞いてしまったの－心配しなくてもよいのです、愛する人よ』（Non più tutto ascoltai - Non temer, amato bene）K.490
1786年にウィーンでの上演のために、第10曲を差替えたもの。
- レチタティーヴォとアリア『どうしてあなたが忘れられるだろうか －心配しなくてもよいのです、愛する人よ』（Ch'io mi scordi di te - Non temer, amato bene）K.505
1787年にK.490を編曲して、ソプラノ歌手ナンシー・ストレースの演奏会のために作られた。ソプラノと独奏ピアノの協奏曲の趣きを持つ。